# Uuencoding

uuencoding은 전자우편 시스템에서 전송하기 위해 바이너리 데이터를 인코딩하기 위해 1980년 캘리포니아 대학교 버클리의 메리 앤 호튼(Mary Ann Horton)이 작성한 유닉스 프로그램 uuencode 및 uudecode에서 시작된 바이너리-텍스트 인코딩 형식이다.
"uuencoding"이라는 이름은 Unix-to-Unix Copy에서 파생되었다. 즉, "Unix-to-Unix 인코딩"은 임의의 파일을 한 유닉스 시스템에서 다른 유닉스 시스템으로 전송하기 위한 안전한 인코딩이지만 중간 링크가 모두 유닉스 시스템이라는 보장은 없다. 이메일 메시지는 문자 세트가 다른 컴퓨터나 8비트 클린이 아닌 전송을 통해 또는 8비트 클린이 아닌 프로그램에 의해 처리될 수 있으므로 이메일을 통해 바이너리 파일을 전달하면 파일이 손상될 수 있다. 이러한 데이터를 대부분의 문자 집합에 공통된 문자 하위 집합으로 인코딩함으로써 해당 데이터 파일의 인코딩된 형식은 "번역"되거나 손상될 가능성이 낮으며 따라서 대상에 그대로 전달된다. uudecode 프로그램은 uuencode의 효과를 반전시켜 원본 바이너리 파일을 정확하게 다시 생성한다. uuencode/decode는 바이너리(특히 압축된) 파일을 이메일로 보내고 유즈넷 뉴스그룹 등에 게시하는 데 널리 사용되었다.
지금은 MIME 및 yEnc로 대체되었다. MIME을 사용하면 uuencode되었을 수 있는 파일이 대신 Base64 인코딩으로 전송된다.